# Stanislav Lom
Stanislav Lom, vlastním jménem Stanislav Mojžíš, (13. listopadu 1883 Karlín – 15. listopadu 1967 Praha) byl český dramatik, spisovatel, kritik a publicista. 

## Život
Jeho otcem byl pedagog, spisovatel a překladatel Antonín Mojžíš (1856–1927). V letech 1932–1939 byl ředitelem Národního divadla v Praze. Po úmrtí Karla Čapka odmítl vyvěsit černý prapor, případně uspořádat tryznu za dramatika, jehož hry se v ND hrály. Jak napsal Ferdinand Peroutka výstižně, o tom napíše ředitel ND ve svých pamětech v kapitole Můj charakter. Taktéž nedovolil, aby byl operní režisér Hanuš Thein (pocházel z židovské rodiny) uveden na divadelním oznámení premiéry Prodané nevěsty a přímo zakázal, aby se Thein děkoval z rampy scény. Poté[kdy?] byl právníkem na ministerstvu školství a osvěty.

## Dílo

### Divadelní hry
- Vůdce (1916)
- Faustina (1918)
- Děvín (1919)
- Převrat (1922)
- Žižka (1925)
- Kající Venuše (1927)
- Svatý Václav (1929)
- Námořník Sindibád (uvedeno 1933)
- Karel IV. (uvedeno 1940)
- Pán pro zábavu (1942)
- Člověk Odysseus (uvedeno 1944)
- Božský Cagliostro (1946, premiéra 28. březen 1947, Divadlo na Vinohradech[2])
- Prokop Holý (1957)

### Operní libreto
- Smrt kmotřička (1930, uvedeno 1932, hudba Rudolf Karel)

### Další práce
- Ejhle–člověk! Praha : Aventinum : Otakar Štorch-Marien, 1931 – kniha esejů o Ješuovi z Galileje [3]
- Zahradník skalní aneb Ráj z kamení a hloží, Praha : Evropský literární klub, 1938 – fejetony inspirované Karlem Čapkem
- Svět na divadle a kolem něho, Praha : Českomoravský Kompas, 1942 – úvahy o divadle a portréty divadelníků
- Jaroslav Hilbert : Básníkův profil, Praha : Česká akademie věd a umění, 1947 – monografie